# Gaik Bschischkjan

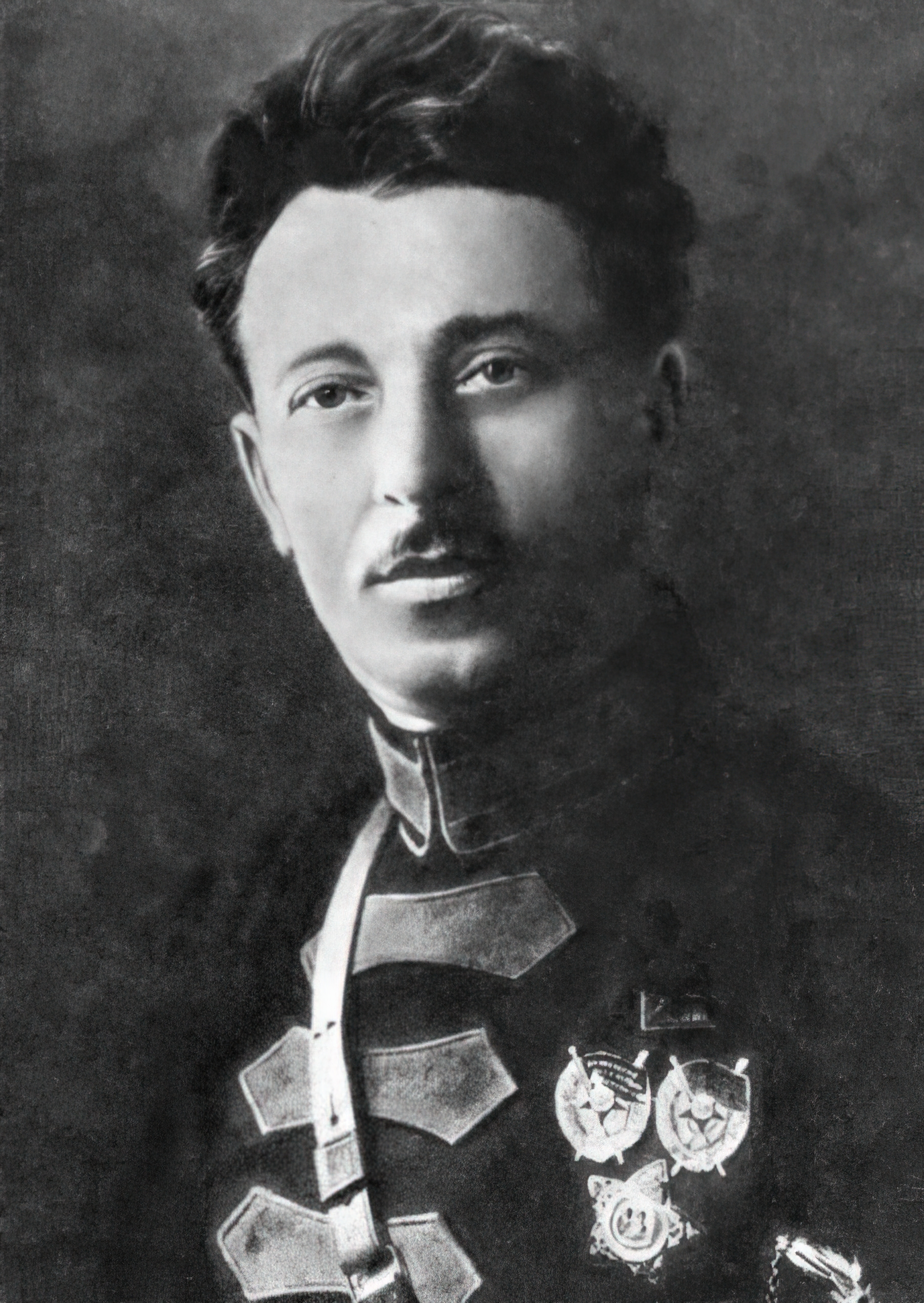
Gaik Bschischkjan

Gaik Bschischkjan (armenisch Հայկ Բժիշկյան; russisch Гайк Бжишкян; * 6.jul. / 18. Februar 1887greg. in Täbris, Iran; † 11. Dezember 1937 in Moskau), auch Gai Dmitrijewitsch Gai (russisch Гай Дмитриевич Гай), war ein Kommandeur der Roten Armee im Russischen Bürgerkrieg und im Polnisch-Sowjetischen Krieg.

## Leben
Bschischkjan war armenischer Herkunft und wurde in der Familie eines persisch-armenischen Lehrers geboren. 1901 siedelte er mit der Familie nach Tiflis über, war Schüler in einem armenischen Seminar und schloss sich 1903 der armenischen sozialdemokratischen Partei an. Bschischkjan arbeitete aktiv in der sozialdemokratischen Presse mit und wurde mehrfach verhaftet. Insgesamt verbrachte er fünf Jahre im Gefängnis. Im Ersten Weltkrieg wurde er zur russischen Armee eingezogen. Er absolvierte die Offiziersschule in Tiflis und brachte es bis zum Bataillonskommandeur an der Front gegen die Türken. 1917 wurde er als Invalide eingestuft, nachdem er aus türkischer Gefangenschaft zurückgekehrt war.
Nach der Februarrevolution 1917 bekleidete er den Posten eines Kommandeurs bei den Revolutionsstreitkräften in Moskau. Nach der Oktoberrevolution im gleichen Jahr schloss er sich 1918 den Bolschewiki an und wurde Mitglied in der KP Russlands. Als Kommandeur kämpfte er 1918 im Russischen Bürgerkrieg gegen die Tschechoslowakischen Legionen und die Orenburger Kosaken von Ataman Alexander Dutow.
In der folgenden Zeit führte er einige Regimenter, Divisionen und größere Truppenformationen. Von Juli bis November 1918 führte er die 1. Samararer Infanteriedivision, die umgewandelt in die 24. Schützendivision Simbirsk, die Geburtsstadt von Lenin, eroberte. Diese Division wurde später als die „Eiserne Samara-Uljanowsk-Division“ bekannt. Georgi Schukow diente dort unter seinem Kommando und äußerte sich später in seinen Memoiren mit großem Respekt über Bschischkjan. Bschischkjan förderte die Karriere von Schukow und sorgte dafür, dass Schukow 1924 die Hochschule der Kavallerie in Moskau besuchte.
Weitere Stationen Bschischkjans waren das Kommando über die 1. Armee (Januar bis Mai 1919); sie kämpfte gegen die Truppen Koltschaks und eroberte unter anderem Orenburg und Ufa für die Sowjets. Dann kommandierte er die 42. Schützendivision (August bis September 1919) und die 1. Kaukasische Kavalleriedivision (September 1919 bis März 1920) im Kampf gegen die Truppen Denikins.
Während des Polnisch-Sowjetischen Krieges kommandierte er zunächst das 2. Kavalleriekorps und (seit Juli 1920) das 3. Kavalleriekorps auf der rechten Flanke der westlichen Front. Im August 1920 deckte er in der Schlacht von Warschau den Rückzug der 4. Armee und wurde in Ostpreußen interniert.
Seit 1922 war er der Volkskommissar für das Heer und die Marine der Armenischen SSR. Er studierte an der Moskauer Frunse-Militärakademie und habilitierte sich 1929. 1932 wurde er zum Chef des Lehrstuhls für Kriegskunst an der Schukowski-Akademie der Luftstreitkräfte ernannt, seit 1934 war er dort Professor.

### Verhaftung, Verurteilungen und Hinrichtung
Am 3. Juli 1935 wurde er verhaftet und eines „Attentats auf Stalin“ beschuldigt. Hintergrund war ein offensichtlich im Zustand der Trunkenheit geführtes Gespräch, bei dem er erklärte, dass Stalin weg müsse. Am 22. Oktober 1935 wurde er zunächst zu fünf Jahren Haft verurteilt. Dies war einer der ersten Fälle bei den Stalinsche Säuberungen, in dem ein roter Kommandeur mit proletarischer Herkunft verhaftet und abgeurteilt wurde. Bei einer Überführung mit dem Zug von Moskau nach Jaroslawl gelang ihm die Flucht, nach einer großangelegten von Genrich Jagoda inszenierten Suchaktion wurde er einen Tag später gefasst.
Am 11. Dezember 1937 wurde er vom Militärgerichtshof am Obersten Gericht der Sowjetunion für schuldig befunden und noch am selben Tag erschossen. Seine Bücher wurden als politisch schädlich eingestuft und verboten.

## Ehrungen und Rehabilitation
Während seiner Dienstzeit in der Armee des Zaren wurden Bschischkjan das Georgskreuz 4. und 3. Klasse und der St. Annenorden verliehen. Er wurde zweimal mit dem Rotbannerorden ausgezeichnet: 1919 für Kämpfe in der Wolga-Region von 1918, 1920 erhielt er die Auszeichnung für den Polnisch-Sowjetischen Krieg.
Nach Stalins Tod wurde er am 21. Januar 1956 rehabilitiert. 1963 wurde ihm zu Ehren ein Fluss-Passagierschiff „Divisionskommandeur Gaik“ getauft. In Uljanowsk wurde am 12. September 1986 an einer nach ihm benannten Straße ein Denkmal zu seinen Ehren enthüllt.

## Werke
- Первый удар по Колчаку (Der erste Schlag gegen Koltschak). Leningrad, 1926.
- На Варшаву! Действия 3 конного корпуса на Западном фронте (Auf nach Warschau! Die Handlungen des 3. Kavalleriekorps an der westlichen Front). Moskau, Leningrad, 1928.
- В боях за Симбирск (Die Kämpfe um Simbirsk). Uljanowsk, 1928.